# Alasitas
Les Alasitas ou la foire des Alasitas ou Alacita, Alacitas, Alasita (en espagnol : Feria de las Alasitas) est un événement culturel durant un mois et débutant le 24 janvier à La Paz en Bolivie.
Alasitas - d'un mot aymara qui signifie « achète-moi » selon le Vocabulario de la lengua Aymara écrit par le Jésuite italien Ludovico Bertonio en 1612, est un évènement traditionnel durant lequel on achète des miniatures qui représentent un rêve que l’on souhaite réaliser ; puis on l’offre à Ekeko le dieu des Aymaras de l’abondance. À travers cette croyance les Boliviens pensent qu’en ayant la chose en petit, il sera plus facile de l’avoir en grand.

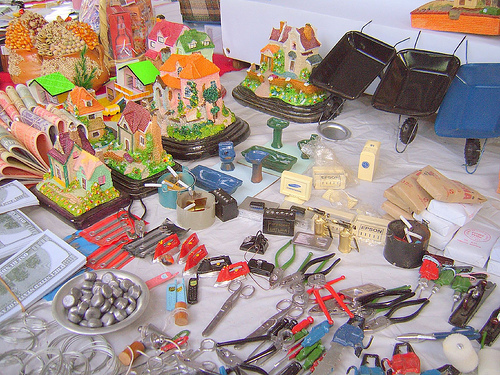
Miniatures durant les Alasitas.
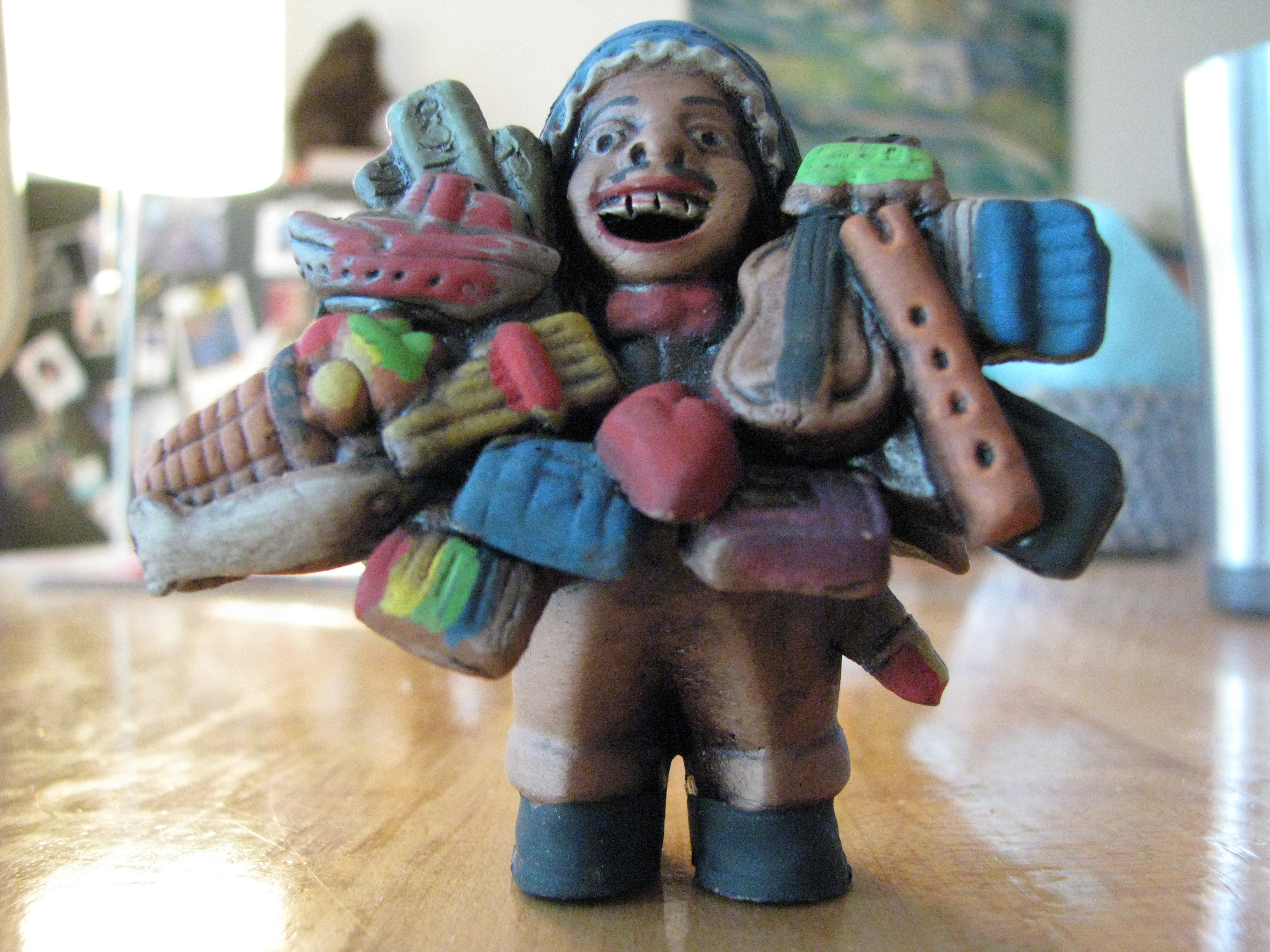
Représentation de la divinité Ekeko.

Les parcours rituels dans la ville de La Paz pendant l'Alasita sont inscrits sur la liste représentative du patrimoine culturel immatériel de l'humanité par l'UNESCO en 2017.